# Omolabus rugicollis
Omolabus rugicollis es una especie de coleóptero de la familia Attelabidae.

## Distribución geográfica
Habita en Brasil y la Guayana Francesa.